# Жорж Помпиду (магистрала)
Скоростната магистрала „Жорж Помпиду“ (на френски: Voie Georges-Pompidou) е бивш автомобилен път в Париж, Франция. От 2022 година е със статут на „градски парк“.

## История
Тогавашният министър-председател на Франция Жорж Помпиду открива 13-километровата скоростна отсечка през 1967 г.
От 2002 г. част от магистралата става летен плаж, известен като "Paris-Plages" и посещаван от 4 милиона души годишно (към 2007 г.).
Автомобилите сa забранени на левия бряг на Сена през 2013 г. и на десния бряг през 2017 г. след няколко години експерименти. Премахването на автомобилния път се случва по времето на кметовете Бертран Деланое и Ан Идалго, като последната нарича процеса „отвоюване“ (от „реконкиста“) на града за неговите жители. Това развитие се дава като ключов пример за тенденция в Европа за градове, които опитват да намалят броя на колите по пътищата си.
Преди пътят да бъде затворен за тях, 43 000 коли минават оттук дневно. Докато някои протестират срещу забраната за коли, мнозинството подкрепя промяната.